# Myponga Reservoir
Myponga Reservoir är en reservoar i Australien. Den ligger i delstaten South Australia, omkring 54 kilometer söder om delstatshuvudstaden Adelaide. Myponga Reservoir ligger 209 meter över havet. Arean är 0,39 kvadratkilometer. Den sträcker sig 0,7 kilometer i nord-sydlig riktning, och 1,7 kilometer i öst-västlig riktning.
Trakten runt Myponga Reservoir består till största delen av jordbruksmark. Runt Myponga Reservoir är det mycket glesbefolkat, med 5 invånare per kvadratkilometer. Genomsnittlig årsnederbörd är 832 millimeter. Den regnigaste månaden är juni, med i genomsnitt 159 mm nederbörd, och den torraste är januari, med 24 mm nederbörd.